# ميناء الخرطوم البري

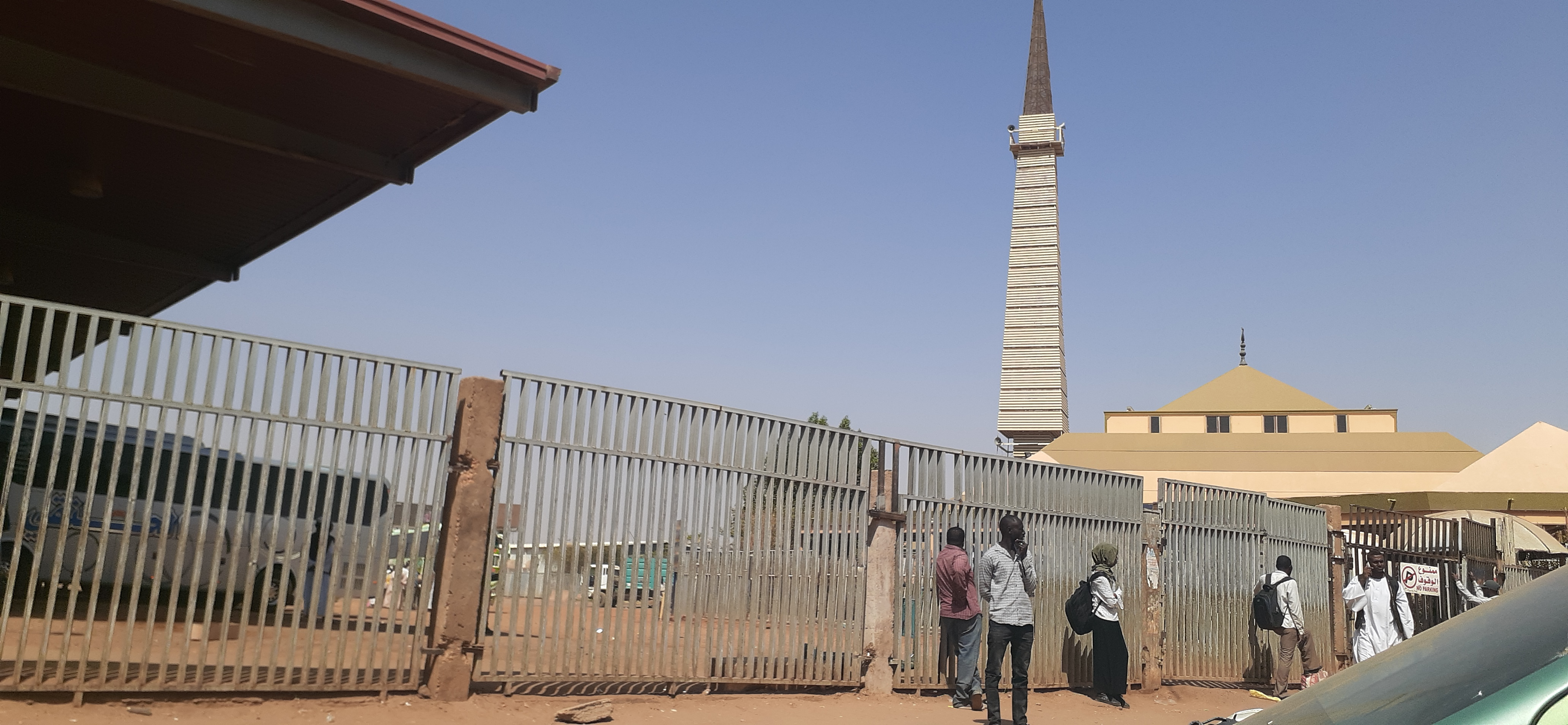

تم تأسيس ميناء الخرطوم البري كشراكة بين مجموعة النفيدي بنسبة 45%، ووزارة التخطيط العمراني بنسبة 35%، إلى جانب الصندوق الاستثماري للضمان الاجتماعي. وقد تم افتتاحه رسميًا في عام 2004، ويضم الميناء باصات سفرية مجهزة لخدمة الرحلات الداخلية داخل السودان.

## الموقع
ويقع ميناء الخرطوم البري في مدينة الخرطوم بحي الصحافة ظلط.
ويحتوي الميناء على صالة للوصول وأربعة صالات للمغادرة، ويستوعب أكثر من 130 موظفا وعامل.
ويتجاوز عدد الشركات العاملة بالمينا البري 52 شركة ترحيل، ويصل عدد الرحلات اليومية الي 330
رحلة يوميا.